# Terje Rypdal
Terje Rypdal (ur. 23 sierpnia 1947 w Oslo) – norweski kompozytor i gitarzysta jazzowy.
Uczył się gry na pianinie i trąbce w wieku 5 do 12 lat, a gry na gitarze uczył się sam w wieku lat 12. Jako kilkunastolatek grał w zespole The Vanguards w latach 1962-1967. Studiował muzykologię na uniwersytecie w Oslo oraz muzykę w konserwatorium w Oslo w latach 1970-1972. Począwszy od 1969 grywał z Janem Garbarkiem. W roku 1972 utworzył grupę Odyssey.
W młodości zafascynowany był muzyką Jimiego Hendriksa, w późniejszym okresie – raczej muzyką poważną. Jego muzyka łączy elementy new age, rocka i jazzu.
Od 30 lat nagrywa dla wytwórni płytowej ECM. W nagraniach jego albumów uczestniczyli tacy muzycy, jak Jan Garbarek, Bobo Stenson, Palle Mikkelborg, Ketil Bjørnstad, Miroslav Vitouš, czy Jack DeJohnette. W Polsce występował w ramach Warsaw Summer Jazz Days 2005 wraz z Ketilem Bjørnstadem.

## Nagrody i wyróżnienia
| Rok  | Kategoria                       | Tytułem                                                | Nagroda          | Nota      | Źródło |
| ---- | ------------------------------- | ------------------------------------------------------ | ---------------- | --------- | ------ |
| 1977 | Opphavsmanns                    | Karl Fredrik Prytz Pål Thowesen Jon Christensen plater | Spellemannprisen | Nominacja | [ 3 ]  |
| 1981 | Sølvharpen/10 års jubileumspris | Terje Rypdal                                           | Spellemannprisen | Laur      | [ 3 ]  |
| 1985 | Jazz                            | Chaser                                                 | Spellemannprisen | Nominacja | [ 3 ]  |
| 1985 | Årets Spellemann                | Chaser                                                 | Spellemannprisen | Nominacja | [ 3 ]  |
| 1989 | Åpen klasse                     | The Singles Collection                                 | Spellemannprisen | Nominacja | [ 3 ]  |
| 1995 | Åpen klasse                     | If Mountains Could Sing                                | Spellemannprisen | Laur      | [ 3 ]  |
| 2005 | Hederspris                      | Terje Rypdal                                           | Spellemannprisen | Laur      | [ 3 ]  |